# Nitrogéncsoport

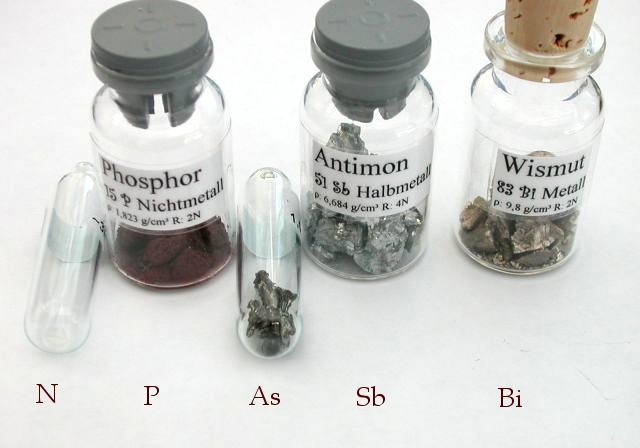
A nitrogéncsoport elemei

A nitrogéncsoport (más néven pniktogének) a periódusos rendszer egyik csoportja, melyben a nitrogén (N), foszfor (P), arzén (As), antimon (Sb), bizmut (Bi) és moszkóvium (Mc) található. A modern IUPAC-jelölés szerint ez a 15. csoport, régebbi elnevezése V. főcsoport.

## Jellemzőik

### Szerkezetük
A csoportnak két nemfém, két metalloid, egy másodfajú fém és egy nagyrészt ismeretlen tulajdonságokkal rendelkező elem a tagja. A csoport elemei tehát széles skálán mozognak, analóg vegyületeik mégis nagy hasonlóságot mutatnak, ami külső elektronhéjuk hasonló elrendeződésével függ össze. A csoportban az összes elemnek öt elektron van a külső elektronhéján, amelyből kettő az s-alhéjon, három pedig a p-alhéjon helyezkedik el. Az oktettszabály értelmében tehát három elektron hiányzik, hogy elérjék a nemesgázszerkezetet, azaz 3 vegyértékük van. Ez alól a hipervalens foszfor kivételt képez, amely rendelkezhet kibővített oktettel is.

### Fizikai tulajdonságaik
Közönséges körülmények között csak a sorozat első tagja, a nitrogén légnemű, a többi szilárd halmazállapotú. A sűrűség, az olvadáspont és a forráspont az atomtömeg növekedésével fokozatosan emelkedik. A sorozat legutolsó tagja a bizmut, melynek olvadáspontja nem illik bele a sorba. A csoport elemei a nemfémestől a fémesig változnak. A foszfor három (fehér, vörös és fémes), az arzén kettő (sárga és szürke) allotrop módosulattal rendelkezik.

### Kémiai tulajdonságaik
A csoport elemeinek fizikai és kémiai sajátságai az atomtömeg növekedésével fokozatosan változnak. A kémiai sajátosságok közül a negatív jellem az atomtömeg növekedésével egyre kevésbé határozott. A nitrogén és a foszfor még határozottan negatív jellemű, az arzén és az antimon tipikus félfém, az utolsó tag, a bizmut pedig már csaknem minden tekintetben fémként viselkedik. Ennek megfelelően hidrogénvegyületeik állandósága is az említett sorrendben csökken. A fokozatos átmenet az elemek külsején is jól észlelhető: míg a nitrogén és a foszfor tipikusan nemfémes külsejű, az arzénnek és az antimonnak már fémfényű módosulatai is ismeretesek, amelyek a hőt és az elektromosságot is jól vezetik, de nem nyújthatók, a bizmutnak pedig már csak fémes módosulata van. Mindegyik elem inkább kovalens vegyületeket alkot. A nitrogén egyatomos állapotban igen reakcióképes, a kétatomos molekula azonban rendkívül stabil. A foszfor módosulatai aktivitásukban is eltérnek, a finom eloszlású fehérfoszfor szobahőmérsékleten meg is gyulladhat, a vörösfoszfor inaktívabb, csak 400 °C-on gyullad meg. A nitrogénnek és a foszfornak létezik összetett kationja (NH4+ és PH4+), a többi elemnek azonban nincs ilyen kationja. Sokkal gyakoribbak az összetett anionok (NO3-, PO43- stb.).

### Oxidációs számaik
A pniktogének oxidációs száma -3 és +5 között változhat. Oxidált vagy ionizált állapotban az oxidációs számuk általában +3 (leadva mindhárom elektronjukat a p-alhéjról) vagy +5 (leadva mind az öt elektronjukat a p- és az s-alhéjról). A könnyebb pniktogének általában -3 oxidációs számot vesznek fel, amikor redukálva vannak. A nehezebb pniktogének gyakrabban vesznek fel +3 oxidációs számot, mint a könnyebbek, mert az s-alhéj elektronjai stabilabbá válnak a rendszám növekedésével.

## Vegyületeik

### Hidridek
- Hidrogénvegyületeik képlete valamennyi esetben XH3. E vegyületek állandósága a nitrogéntől a bizmutig csökken.
- NH3 ammónia, PH3 foszfin, AsH3 arzin, SbH3 sztibin, BiH3 bizmutin
- Haber-Bosch-eljárás: nagy nyomáson (>10 MPa) és magas hőmérsékleten (400-500 °C), katalizátor jelenlétében ammónia keletkezik. N2 + 3H2 -> 2NH3[3]
- NH4Cl + NaOH -> NaCl + H2O + NH3
- Marsh-próba: Sb és As kimutatására szolgál. Zn, HCl-es közegben való redukáláskor AsH3 és SbH3 gázok keletkeznek, amik magas hőmérsékleten bomlanak, és üvegen tükörszerű réteget képeznek.

### Interpniktogének
Az interpniktogének a nitrogéncsoport elemeinek egymással alkotott vegyületei. Pl.:
- Foszfor-nitrid (PN)
- Arzén-nitrid (AsN)
- Arzén-foszfid (AsP3)
- Antimon-nitrid (SbN)
- Antimon-foszfid (SbP)
- Bizmut-nitrid (BiN)
- Bizmut-antimonid (BiSb)

### Halogenidek
- Halogénekkel közvetlenül reagálnak.
- EX3 összetételú halogenidje mindegyik elemnek van, EX5 csak a foszforra és az antimonra jellemző (kivéve PI5).
- A PCl3 és a PCl5 jó klórozószerek. RCOOH + PCl5 -> RCOCl + POCl3 + HCl
- A PI3 erős redukálószer, jódozásra használják.
- A SbF5 egy Lewis-sav, HF-dal szupersavat képez, ami a szénhidrogének protonálására is képes. HF + SbF5 -> H[SbF6]

### Egyéb vegyületeik
- NaNO3 - Chilei salétrom
- As4O6 - Arzenolit
- FeAsS - Arzenopirit
- Ca5(PO4)3F - Apatit

## Fordítás
Ez a szócikk részben vagy egészben  a   Pnictogen című angol Wikipédia-szócikk ezen változatának fordításán alapul.  Az eredeti cikk szerkesztőit annak laptörténete sorolja fel. Ez a jelzés csupán a megfogalmazás eredetét és a szerzői jogokat jelzi, nem szolgál a cikkben szereplő információk forrásmegjelöléseként.